# Helmut Rahn
Helmut Rahn (16. srpen 1929, Essen – 14. srpen 2003, Essen) je bývalý německý fotbalista, který reprezentoval Německou spolkovou republiku. Hrával na pozici křídelního útočníka.
S německou reprezentací se stal mistrem světa roku 1954. Hrál i na světovém šampionátu roku 1958, kde Němci obsadili 4. místo. Celkem za národní tým odehrál 40 utkání a vstřelil 21 gólů, z toho deset na mistrovstvích světa (8. místo v historické tabulce k roku 2010), včetně legendárního rozhodujícího gólu ve finále šampionátu ve Švýcarsku roku 1954.
V anketě Zlatý míč, která hledala nejlepšího fotbalistu Evropy, se roku 1958 umístil na druhém místě.
S klubem Rot-Weiss Essen se stal roku 1955 mistrem Německa.
Měl přezdívku Der Boss (Šéf) či Kanón z Essenu.